# Генерал-суперинтендент
Генера́л-суперинтенде́нт (нем. Generalsuperintendent) — в лютеранстве высшая церковная должность на территории автономного образования (округа).
Эта должность получила распространение в Германии и ведёт свою историю с XVI века. Одним из первых генералов-суперинтендентов был Иоганн Агрикола.
Генерал-суперинтендент осуществлял высший надзор в пределах провинции как за приходами, так и за суперинтендентами. Являлся членом и заместителем председателя (вице-президентом) местной консистории, а также членом провинциального (в Пруссии — и генерального) синодов, мог являться и в уездные синоды, держать речь и ставить предложения, производить визитации, посвящать проповедников.
В 1721 году после присоединения к России Лифляндии, Эстляндии, Ингерманландии и Старой Финляндии на территории Российской империи оказались Лифляндская обер-консистория, Эстляндская и Эзельская провинциальные консистории. По примеру Лифляндской губернии на основании шведского церковного устава 1687 года, действовавшего в Финляндии и Ингерманландии, 1 ноября 1804 года в Санкт-Петербургской губернии при церквях евангелическо-лютеранского исповедания была учреждена должность генерал-суперинтендента, в которой был утверждён пробст церкви Св. Анны в Петербурге Т.-Ф.-Т. Рейнбот. В 1831 году генерал-суперинтендентом Лифляндии и вице-президентом лифляндской консистории был назначен Г.-В. Клот. С 1833 года до 1839 года генерал-суперинтендентом и церковным советником евангелическо-лютеранской общины в Петербурге был И.-А. Фесслер.
После реорганизации провинциальных консисторий в 1832 году в Российской империи было пять генерал-суперинтендентов (в соответствии с консисториальными округами): Санкт-Петербургский, Московский, Эстляндский, Лифляндский и Курляндский. Каждый консисториальный округ управлялся консисторией, с генерал-суперинтендентом во главе. Государственная власть могла экстренно созывать «генеральный синод» из депутатов и членов консисторий, а генерал-суперинтенденты могли созывать провинциальные синоды в пределах консисториальных округов (провинциальные синоды состояли из всех пробстов и пасторов консисториального округа). Генерал-суперинтенденты Курляндии, Эстляндии и Лифляндии утверждались императором по предложению ландтагов, генерал-суперинтенденты Московской и Санкт-Петербургской консисторий — императором по предложению самих консисторий.
В 1834 году генерал-суперинтендентом Московской консистории был утверждён И. С. Губер. В 1864—1875 годах генерал-суперинтендентом Московской консистории был В.-Г.-И. Карлблом.
В 1861 году генерал-суперинтендентом лютеранских церквей в России, а затем (в 1868 г.) — вице-президентом евангелическо-лютеранской консистории, до 1892 года был Ю.-В.-Т. Рихтер. Затем генерал-суперинтендентом Петербургского консисториального округа и вице-президентом Санкт-Петербургской евангелическо-лютеранской консистории был Гвидо Пенгу.
Также должность генерал-суперинтендента существовала в евангелическо-аугсбургской церкви в Привислянском крае (в 1899 году — Карл Густав Манициус).
В 1919—1922 гг. в отделившихся от Евангелическо-лютеранской церкви России прибалтийских лютеранских церквях должности генерал-суперинтендента были упразднены вследствие введения в этих церквях епископата. На российской территории эта должность по той же причине была упразднена в 1924 году.